# Numa Numa

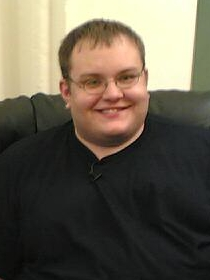
Gary Brolsma

Numa Numa este un fenomen pe internet bazat pe cântecul „Dragostea din tei” al formației O-Zone.
Fenomenul provine dintr-un clip video-Flash al lui Gary Brolsma, un tânăr american de 19 ani, care a imitatat din buze pe webcam-ul său cântecul în mod energetic. Videoclipul lui Gary Brolsma „Numa Numa” a devenit, la acel moment, cel mai faimos videoclip online.
În timp ce versiunea lui Brolsma este cea mai populară mai ales în SUA, el nu a fost prima persoană care a înregistrat o versiune imitată din buze a cântecului. Mai devree fusese publicat un videoclip numit Rotti vs. Haiducii, ilustrându-l pe DJ Rotterdam trântindu-și un disc de vynil în cap; „Rotti” a dansat pe versiunea cântecului în interpretarea formației Haiducii.
Fraza „Numa Numa” provine din refrenul cântecului, „nu mă, nu mă iei”.
Gary Brolsma a încărcat „Numa Numa Dance” pe Newgrounds la 12 decembrie 2004. De atunci pagina web respectivă a avut peste 6.500.000 de vizualizări, a apărut în sute de site-uri web și bloguri și și-a făcut apariția în emisiuni populare din SUA precum ABC/Good Morning America, NBC/The Tonight Show și VH1/Best Week Ever.
Brolsma era un adolescent care locuia în Saddle Brook, New Jersey. Nu s-a declarat bucuros de faima căpătată și se ascundea de posturile TV și de presă.
Alte videoclipuri ale cântecului includ animații japoneze și un dans LEGO. Altă versiune include un personaj din jocul de calculator The Sims 2 dansând pe melodie. Într-o altă versiune, dansează Strong Bad din serialul Homestar Runner.